# Prix du Komsomol

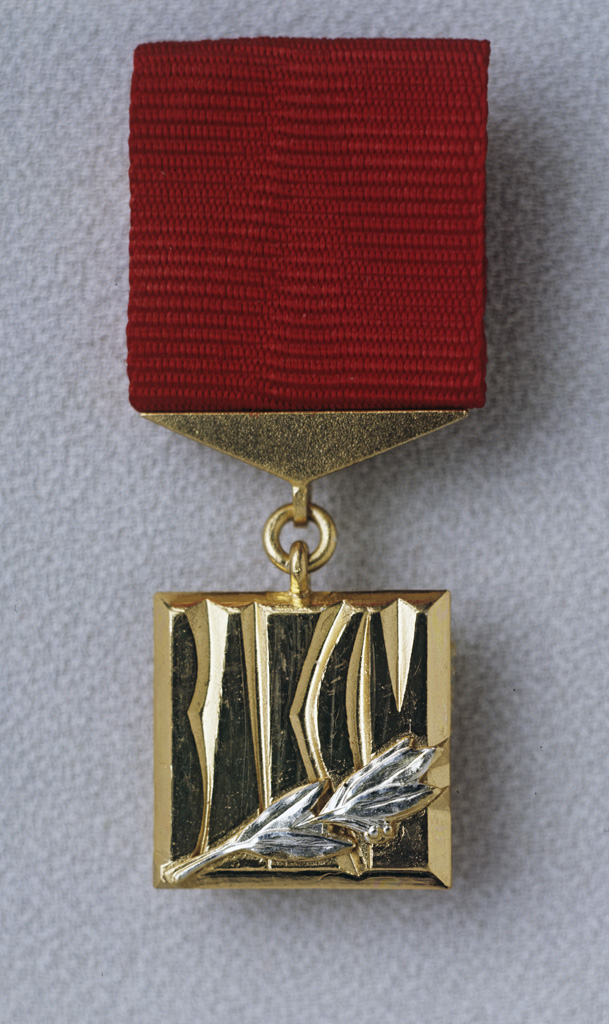

Le prix du Komsomol (en russe : премия Ленинского комсомола) est un prix annuel soviétique récompensant les meilleures œuvres en science, ingénierie, littérature ou en art réalisées par des auteurs dont l'âge ne dépasse pas 33 ans. Komsomol est l'acronyme de Union de la jeunesse communiste (en russe : Коммунистический союз молодёжи, d'où Ком-со-мол, Kom-so-mol). La distinction est attribuée une fois dans la vie de la personne.
Le prix peut être décerné également à une organisation comme une compagnie théâtrale ou un ensemble musical. 

## Historique
Le prix est institué à la décision du Bureau du Comité central de l'Union de la jeunesse léniniste communiste du 28 mars 1966 et est attribué jusqu'en 1991, année de l'effondrement de l'Union des républiques socialistes soviétiques. Le premier lauréat en fut Nikolaï Ostrovski pour son roman Et l'acier fut trempé, à titre posthume. Initialement on récompensait les performances dans le domaine de la littérature, de l'art, du journalisme et de l’architecture. Ensuite d'autres domaines firent objet d'attribution du prix :
- science et technique en 1967 ;
- production en 1971 ;
- pédagogie en 1984 ;
- travail en 1987.

Chaque lauréat recevait un diplôme, un insigne et la somme de 2500 roubles. Le décret de la remise des prix était publié dans la presse nationale sauf pour les catégories soumises à la restriction d'accès à l'information et tenues secrètes.